# Netz.inc.
netz.inc.（ネッツ）は日本の芸能事務所。お笑い芸人のマネジメントを行っている。渡辺プロダクションでお笑いタレント部門を担当していた堀江岳彦が独立して設立。代表をつとめる。

## 所属タレント
- おせつときょうた
- チキン南万
- 元旦ゲリラゴリラ